# Rachja
Rachja (ros. Рахья) – osiedle typu miejskiego w Rosji, w obwodzie leningradzkim. 

## Demografia
W 2010 roku liczyło 3188 mieszkańców. W 2021 roku liczyło 3563 mieszkańców.